# Oxynoemacheilus namiri
Oxynoemacheilus namiri és una espècie de peix pertanyent a la família dels balitòrids i a l'ordre dels cipriniformes.

## Etimologia
L'epítet namiri (en àrab, tigre) fa referència al seu patró de color consistent en franges transversals fosques semblants a les d'aquell fèlid.

## Hàbitat i distribució geogràfica
És un peix d'aigua dolça, demersal i de clima temperat, el qual viu a Àsia: les aigües estancades o moderadament ràpides (fonts, embassaments, rierols i rius) i amb substrat de fang o grava de la conca del riu Orontes (tret dels rius Karasu i Afrin) a Turquia i Síria, i els rierols costaners sirians des de l'Orontes fins al riu Nahr al-Kabir a la frontera sirianolibanesa.

## Observacions
És inofensiu per als humans, el seu índex de vulnerabilitat és baix (18 de 100) i les seues principals amenaces són la contaminació de l'aigua, l'extracció d'aigua i la construcció de preses. Hom creu que la disminució de precipitacions a causa del canvi climàtic i el progrés econòmic i poblacional de la regió empitjoraren la seua situació en el futur.